# دافي ريتشاردسون
دافي ريتشاردسون (بالإنجليزية: Davy Richardson)‏ هو لاعب دارت بريطاني، ولد في 21 أكتوبر 1962 في إنجلترا في المملكة المتحدة.

## وصلات خارجية
- دافي ريتشاردسون على موقع DartsDatabase.co.uk (الإنجليزية)